# NEW KIDS : CONTINUE
『NEW KIDS : CONTINUE』（ニュー キッズ コンティニュー）は、iKONの韓国での1枚目のミニ・アルバム。2018年8月2日発売。

## 収録曲
1. KILLING ME -KR Ver.-
  - 作詞：B.I、作曲：B.I/Joe Rhee/R.Tee、編曲：Joe Rhee/R.Tee
2. FREEDOM -KR Ver.-
  - 作詞：B.I/BOBBY/Seung、作曲：B.I/Millennium/Seung、編曲：Millennium
3. ONLY YOU -KR Ver.-
  - 作詞：B.I/BOBBY、作曲：B.I/Kang Uk-Jin、編曲：Kang Uk-Jin
4. COCKTAIL -KR Ver.-
  - 作詞：B.I/BOBBY、作曲：B.I/Millennium、編曲：Millennium
5. JUST FOR YOU -KR Ver.-
  - 作詞：B.I、作曲：B.I/Kang Uk-Jin/LIØN、編曲：Kang Uk-Jin/LIØN